# Oemolo
Oemolo is een bestuurslaag in het regentschap Kupang van de provincie Oost-Nusa Tenggara, Indonesië. Oemolo telt 1266 inwoners (volkstelling 2010).